# Alhierd Bacharevič

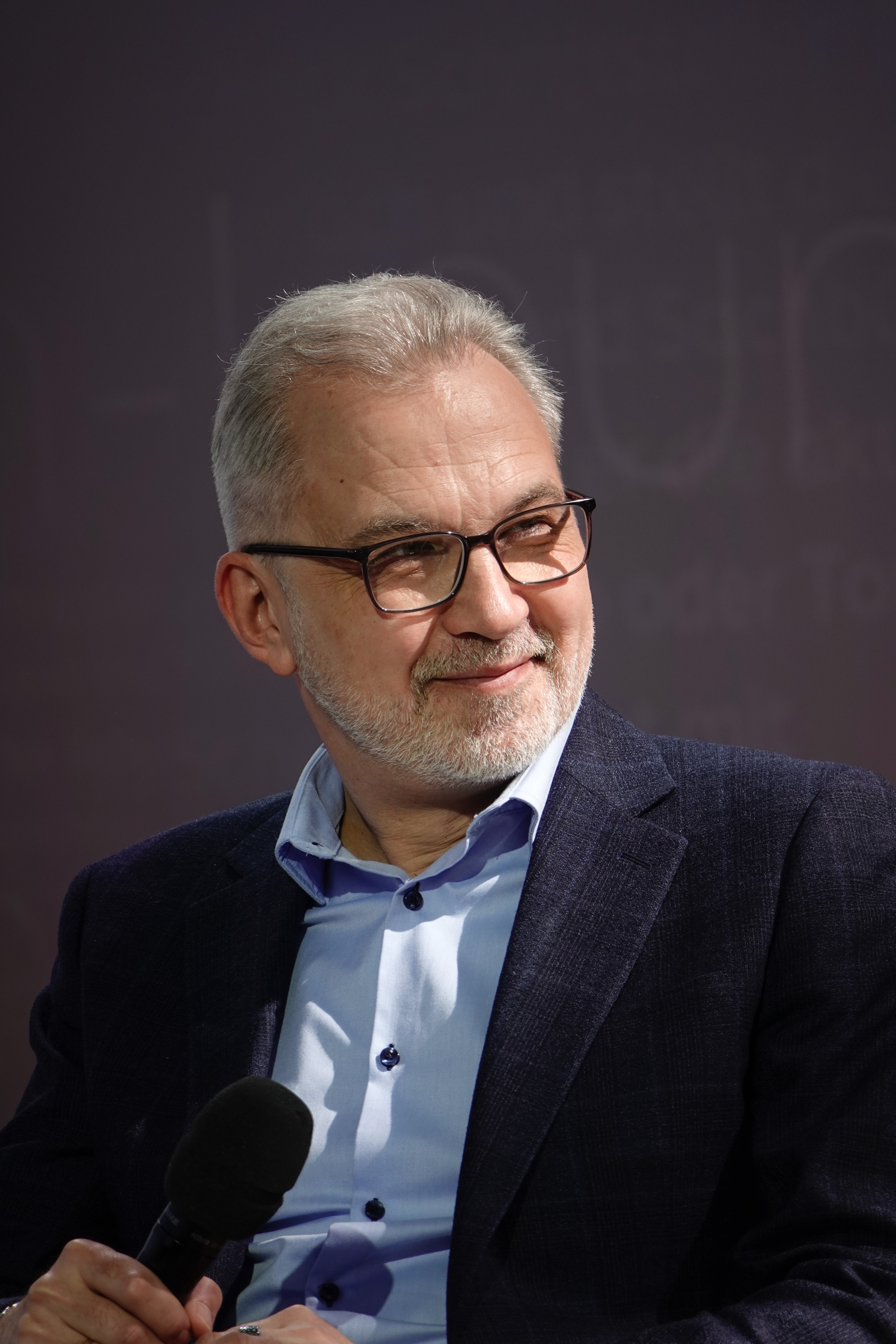
Alhierd Bacharevič 2025

Alhierd Bacharevič (Alherd Bacharewitsch) (eigentlich Alech Iwanawitsch Bacharewitsch; * 31. Januar 1975 in Minsk, Belarussische SSR) ist ein belarussischer Schriftsteller, Übersetzer deutscher Literatur und Punkmusiker.

## Leben und Wirken
In den 1990er Jahren studierte Bacharevič belarussische Literatur und Sprachwissenschaft an der Philologischen Fakultät der Maxim-Tank-Universität (BSPU) in Minsk. In dieser Zeit war er Mitbegründer und Sänger von Правакацыя (Provokation), die als erste belarussischsprachige Punk-Band gilt. Zudem war er Mitte der 1990er Mitgründer der avantgardistischen Literaturgruppe Bum-Bam-Lit und Mitglied der Literaturgruppe Schmerzwerk. Mit Bum-Bam-Lit brachte er 1998 die Lyrik-Anthologie Tazik bielaruski heraus, in der u. a. sein Gedicht Зьдзекі зь беларускай мовы (Verhöhnung der belarussischen Sprache) erschien.
Nachdem er 1997 sein Studium abgeschlossen hatte, arbeitete Bacharevič zuerst als Lehrer, dann als Journalist. 2002 debütierte er mit dem Erzählband Практычны дапаможнік па руйнаваньні гарадоў (Praxishandbuch zur Zerstörung von Städten), für den er 2002 mit dem Literaturpreis Гліняны Вялес (Hlinjany Wjales) ausgezeichnet wurde. Ab 2006 lebte er in Hamburg, um sich den staatlichen Beschränkungen der Kulturproduktion in Belarus zu entziehen. 2013 kehrte er nach Belarus zurück. Da Bacharevič und seine Ehefrau Julija Zimafejewa sich 2020 monatelang bei den Protesten gegen Aljaksandr Lukaschenka engagiert und durch kritische Texte exponiert hatten, drohten ihnen dort Repressionen. Deshalb lebte Bacharevič mit seiner Ehefrau von Ende 2020 bis 2023 in Graz, wo das Autorenpaar ins „Writers-in-Exile“-Stipendienprogramm aufgenommen worden war. In Belarus wurden indessen Bacharevičs Romane Europas Hunde (im Jahr 2020) und Das letzte Buch von Herrn A. (im Jahr 2023) zur „republikanischen Liste extremistischer Materialien“ hinzugefügt, was deren Verbreitung strafbar machte.
Seit 2023 lebt Bacharevič im Exil in der Schweiz. Er ist Mitglied im PEN Belarus und Mitgründer des PEN Berlin.
Bacharevič schreibt hauptsächlich Belarussisch und veröffentlicht seine Texte in den wichtigsten belarussischsprachigen Literaturzeitschriften. Seine Bücher erscheinen im unabhängigen Lohvinaŭ Verlag, in den Verlagen Halijafy, Januškievič/Knihaŭka und Viasna sowie bei Radio Svaboda. Texte des Autors wurden bislang ins Bulgarische, Deutsche, Englische, Französische, Polnische, Russische, Slowenische, Tschechische und Ukrainische übersetzt. Auf Deutsch erschien 2010 sein Roman Die Elster auf dem Galgen. Es folgten die Essaybände Berlin, Paris und das Dorf (2019) und Sie haben schon verloren. Revolution und Revolte in Belarus (2021) sowie die Romane Das letzte Buch von Herrn A. (2023) und Europas Hunde (2024). Insbesondere der Roman Europas Hunde um die konstruierte Sprache Balbuta wurde im deutschsprachigen Feuilleton ausführlich besprochen (siehe: Rezensionen), und Thomas Weiler wurde für seine Übersetzung des Romans mit dem Paul-Celan-Preis 2024 ausgezeichnet. 2025 erhält Bacharevič für Europas Hunde den Leipziger Buchpreis zur Europäischen Verständigung.
Als Übersetzer hat Bacharevič Werke von Hans Magnus Enzensberger, Hanns Heinz Ewers, Wilhelm Hauff, Gregor Sander, Kathrin Schmidt, Jan Wagner u. a. ins Belarussische übertragen. Überdies hat er eigene Werke ins Russische und Deutsche übersetzt.

## Werke (Auswahl)
- Практычны дапаможнік па руйнаваньні гарадоў (Praxishandbuch zur Zerstörung von Städten), Sankt Petersburg und Vilnius: Nevskiy Prostor, 2002, ISBN 5-94716-012-9.
- Натуральная афарбоўка (Die natürliche Färbung), Minsk: Lohvinaŭ (Lohwinau), 2003, ISBN 985-6701-22-8.
- Ніякай літасьці Валянціне Г. (Keine Gnade für Valjanzina H.), Minsk: Lohvinaŭ, 2006, ISBN 985-6800-09-9.
- Праклятыя госьці сталіцы (Verdammte Hauptstadtgäste. Roman), Minsk: Lohvinaŭ, 2008, ISBN 978-985-6800-68-2.
- Сарока на шыбеніцы (Roman), Minsk: Lohvinaŭ, 2009, ISBN 978-985-6901-08-2.
  - Die Elster auf dem Galgen, aus dem Belarussischen von Thomas Weiler, Leipziger Literaturverlag, Leipzig 2010, ISBN 978-3-86660-104-8.
  - Sroka na szubienicy. Übersetzt ins Polnische von Igor Maksymiuk und Jan Maksymiuk, Sejny: Pogranicze, 2021, ISBN 978-83-66143-34-0.
- Малая мэдычная энцыкляпэдыя Бахарэвіча (Bacharevičs kleine medizinische Enzyklopädie), Prag: Radio Svaboda, 2011, ISBN 978-0-929849-40-9.
  - Mały leksykon medyczny według Bacharewicza. Übersetzt ins Polnische von Mirosława Łuksza, Lublin: Warsztaty Kultury, 2017. ISBN 978-83-643-7522-4.
- Шабаны. Гісторыя аднаго зьнікненьня (Šabany. Geschichte eines Verschwindens. Roman), Minsk: Halijafy (Goliafy), 2012, ISBN 978-985-6906-68-1.
- Гамбурскі рахунак Бахарэвіча, Minsk: Lohvinaŭ, 2012, ISBN 978-985-562-012-0.
- Каляндар Бахарэвіча (Bacharevičs Kalender. Essays), Prag: Radio Svaboda, 2014, ISBN 978-0-929849-64-5.
- Ніякай літасьці Альгерду Б. (Keine Gnade für Alhierd B., Essays), Minsk: Halijafy, 2014, ISBN 978-985-7021-51-2.
- Дзеці Аліндаркі (Alindarkas Kinder. Roman), Minsk: Halijafy, 2014, ISBN 978-985-7021-71-0.
  - Les enfants d’Alendrier. Übersetzt ins Französische von Alena Lapatniova, Les Essarts-le-Roi: Le Ver à Soie, 2018, ISBN 979-10-92364-31-6.
  - Alindarka’s Children. Belarussische Passagen ins Scots übersetzt von Petra Reid, russischsprachige Passagen ins Englische von Jim Dingley, Edinburgh: Scotland Street Press, 2020, ISBN 978-1-910895-40-5.
- Белая муха, забойца мужчын (Die weiße Fliege. Roman), Minsk: Halijafy, 2015, ISBN 978-985-7140-28-2.
- Бэзавы і чорны. Парыж праз акуляры беларускай літаратуры (Flieder und Schwarz. Paris durch das Prisma der belarussischen Literatur. Essays.), Minsk: Zmitsier Kolas, 2016, ISBN 978-985-7164-24-0.
- Сабакі Эўропы (Roman), Vilnius: Lohvinaŭ, 2017, ISBN 978-609-8213-21-8.
  - Europas Hunde (inkl. Beiheft: Natalie von Steinfresser, Balbuta-Grammatik und -Wörterbuch), aus dem Belarussischen von Thomas Weiler, Voland & Quist, Berlin 2024, ISBN 978-3-86391-315-1.
- Мае дзевяностыя (Meine Neunziger. Autofiktion), Minsk: Januškevič, 2018, ISBN 978-985-7165-89-6.
- Berlin, Paris und das Dorf. Essays, aus dem Belarussischen von Thomas Weiler und Tina Wünschmann, edition.fotoTAPETA, Berlin 2019, ISBN 978-3-940524-81-2.
- Апошняя кніга пана А. (Roman), Minsk: Januškevič, 2020, ISBN 978-80-907359-2-7.
  - Das letzte Buch von Herrn A., aus dem Belarussischen von Alhierd Bacharevič und Andreas Rostek, edition.fotoTAPETA, Berlin 2023, ISBN 978-3-949262-23-4.
- Тэатр шчасьлівых дзяцей (Das Theater der glücklichen Kinder), 2021, ISBN 978-504351866-8.
- Sie haben schon verloren. Revolution und Revolte in Belarus, aus dem Belarussischen und Russischen von Tina Wünschmann, Mariya Donska und Gisela Zeindlinger, edition.fotoTAPETA, Berlin 2021, ISBN 978-3-949262-05-0.
- Плошча Перамогі (Der Platz des Sieges. Roman), Minsk: Knihauka, 2021 [E-Book]; Prag: Vesna, 2023, ISBN 978-80-908687-6-2.
  - Segertorget, aus dem Belarussischen von Stefan Eriksson, Ersatz, Stockholm 2025, ISBN 978-91-89906-30-3.
- Вершы (Gedichte), Prag: Vesna, 2022, ISBN 978-80-907359-5-8.
- Хлопчык і сьнег (Der Junge und der Schnee. Autofiktion), Ząbki: Januškevič, 2023, ISBN 978-83-967190-5-8.
- Ператрус у музэі (Durchsuchung im Museum. Erzählungen), Ząbki: Januškevič, 2023, ISBN 978-83-967190-7-2.
- Капітан Лятучая Рыба (Kapitän Flugfisch. Abenteuerroman), mit Illustrationen von Ljawon Wolski, Ząbki: Januškevič, 2024, ISBN 978-83-68202-00-7.
- Папяровы голем (Golem aus Papier. Reisenotizen, Essays, Lyrik, Aphorismen), Ząbki: Januškevič, 2024, ISBN 978-83-68202-12-0.

### Beiträge in Anthologien
- „Fliegen in der Milch“, in: Yaraslava Ananka und Magdalena Marszalek, Potemkinsche Dörfer der Idylle: Imaginationen und Imitationen des Ruralen in den europäischen Literaturen, Bielefeld: transcript Verlag, 2018, ISBN 978-3-8376-4281-0 (S. 325–336).
- „Dreizehnter Brief“, in: Christian Holtzhauer und Juliane Hendes (Hrsg.), Immer noch Barbaren? : neue Briefe "Über die ästhetische Erziehung des Menschen", inspiriert von Friedrich Schiller, Heidelberg: Wunderhorn, 2019, ISBN 978-3-88423-611-6 (S. 80–85).
- „Mensk / Minsk“, in: Alina Lisitzkaya (Hrsg.), Stimmen der Hoffnung. Aufzeichnungen, Gedichte, Texte der Belarussischen Freiheitsbewegung (Zweisprachige Ausgabe),  Berlin: Verlag Das Kulturelle Gedächtnis GmbH, 2021, ISBN 978-3-946990-58-1 (S. 10–11).

### Als Übersetzer
- Халоднае сэрца: казка. Minsk: Halijafy, 2009, ISBN 978-985-6906-30-8 – ins Belarussische nach: Wilhelm Hauff, Das kalte Herz.
- Ты не памрэш. Minsk: Makbeł, 2011, ISBN 978-985-6347-76-7 – ins Belarussische nach: Kathrin Schmidt, Du stirbst nicht.
- Казкі братоў Грымаў. Vilnius: Lohvinaŭ, 2013,[24] – ins Belarussische nach: Grimms Märchen.
- Белая муха, убийца мужчин. Minsk: Halijafy, 2017, ISBN 978-985-7140-31-2 – ins Russische nach: Bacharevič, Белая муха, забойца мужчын.
- Што было б. Minsk: Lohvinau, 2018, ISBN 978-609-8213-46-1 – ins Belarussische nach: Gregor Sander, Was gewesen wäre.
- Собаки Европы. Moskau: Wremia, 2019, ISBN 978-5-9691-1836-2 – ins Russische nach: Bacharevič, Сабакі Эўропы.

## Auszeichnungen (Auswahl)
- 2002 – Hliniany Viales (einziger unabhängiger belarussischer Literaturpreis)[25]
- 2006 – Belarussischer Schriftsteller des Jahres laut Umfrage auf Nowaja Europa[26]
- 2007 – Teilnahme an der Übersetzerwerkstatt des LCB[27]
- 2008 bis 2010 – Writers in Exile-Stipendium des P.E.N.-Zentrums Deutschland[25]
- 2011 – Stipendium der Heinrich-Böll-Stiftung, Heinrich-Böll-Haus Langenbroich[28]
- 2012 – 2. Jerzy-Giedroyc-Literaturpreis für Bacharevičs kleine medizinische Enzyklopädie[29]
- 2013 – 2. Jerzy-Giedroyc-Literaturpreis für Hamburski rachunak Bacharevica[29]
- 2015 – Zalataja litara-Preis für Keine Gnade für Alhierd B.[11]
- 2015 – 3. Jerzy-Giedroyc-Literaturpreis für Alindarkas Kinder[29]
- 2016 – Stipendium des Centre International des Récollets (Paris)[30]
- 2016 – 2. Jerzy-Giedroyc-Literaturpreis für Weiße Fliege[29]
- 2021 – Bestes Prosabuch des Jahres für Der Platz des Sieges laut Radio Svaboda[31]
- 2017 – Stipendium des Baltic Center for Writers and Translators (Visby)[32]
- 2021 – Erwin-Piscator-Preis[3]
- 2023 – Pahonia-Orden der belarussischen Exilregierung[33]
- 2025 – Leipziger Buchpreis zur Europäischen Verständigung

## Rezensionen
- Rezensionen:
  - Kurzbiografie und Rezensionen zu Werken von Alhierd Bacharevič bei Perlentaucher
  - Ulrike Baureithel über Die Elster auf dem Galgen: Schneewittchens Sarg, auf: tagesspiegel.de (1. August 2011)
  - Sophie Pinkham über Alindarka's Children: The Thorny Politics of Translating a Belarusian Novel, auf: nytimes.com (21. Juni 2022), englisch
  - Ingo Petz über Das letzte Buch von Herrn A.: Als "extremistisch" eingestuft: 30 Märchen des belarusischen Autors Bacharevič, auf: derstandard.de (16. Juli 2023)
  - Ralf Julke über Europas Hunde: Ein geradezu kafkaesk-extremistischer Roman aus Belarus, auf: l-iz.de (11. April 2024)
  - Ingo Petz über Europas Hunde: "Europas Hunde" im Aufstand gegen das russische Imperium, auf: derstandard.de (1. Juni 2024)
  - Olga Hochweis über Europas Hunde: Eine Kunstsprache, die Freiheit verspricht, auf: deutschlandfunkkultur.de (6. Juni 2024)
  - Sieglinde Geisel über Europas Hunde: Und wer war schuld? Niemand. auf: faz.net (11. Juni 2024)
  - Thomas Hummitzsch über Europas Hunde: Literarischer Coup von Alhierd Bacharevič: Balbuta kennt kein „wir“ auf: freitag.de (13. Juni 2024)
  - Ilma Rakusa über Europas Hunde: Ein schwindelerregender Parcours durch Zeiten und Räume – Alhierd Bacharevičs satirisch-dystopischer Roman «Europas Hunde» hat hypnotisierende Wirkung auf: nzz.ch (15. Juni 2024)
  - Christoph Nick über Europas Hunde: Nichts ist gewiss: zu keiner Zeit und an keinem Ort, auf: literatur.review (15. Juli 2024), deutsch (auch: arabisch, englisch, französisch, spanisch)
  - Sigrid Löffler über Europas Hunde: Das verbotene Buch auf: sueddeutsche.de (7. Januar 2025)
- Beiträge von Alhierd Bacharevič:
  - Brief an die Ukraine, auf: dekoder.org (2. März 2022)
  - Zur Krise in Belarus: Worte kommen immer zu spät. auf: faz.net (29. Mai 2021)
  - Zum Begriff „Faschisten“ in Belarus: Mit der Angst um den Hals, auf: dekoder.org (5. November 2020)
  - Interview (2009): A writer must write, not fight (Memento vom 23. November 2010 im Internet Archive) (englisch)
  - Lesung im Rahmen der Leipziger Buchmesse [MP3; 10,2 MB], auf: european-borderlands.org (24. März 2007)
  - Weblog 2007–2013: Von einem, der auszog, das Fürchten zu lernen (belarussisch)
  - Konzertmitschnitt: Канцэрт гурта "ПРАВАКАЦЫЯ" у клубе "Графіці" (ca. 70 min.), auf: youtube.com (4. November 2016)